# 杉山文崇
杉山 文崇（すぎやま ふみたか、1980年4月23日 - ）は、日本の元自転車競技選手、元VICTOIRE広島所属、元国体選手。山口県出身。趣味はドライブ。

## 概要
1980年、山口県出身。山口県立西京高等学校から山口大学へ進学した。

## 活躍
- 第2回 JBCF 知多半島・美浜クリテリウム（愛知県）12位。
- 第46回 JBCF 経済産業大臣旗 ロードチャンピオンシップ（広島県）12位。
- 第4回 JBCF みやだロードレース（長野県）決勝28位。
- 第46回 JBCF 西日本ロードクラシック 広島大会（広島県）DNF。